# بني عقبة
قرية بنى عقبة هي إحدى القرى التابعة لمركز ببا في محافظة بني سويف في جمهورية مصر العربية. حسب إحصاءات سنة 2006، بلغ إجمالي السكان في بنى عقبة 3208 نسمة، منهم 1647 رجل و1561 امرأة.